# Yurieski Torreblanca
Yurieski Torreblanca Queralta (Isola della Gioventù, 15 marzo 1989) è un lottatore cubano, specializzato nella lotta libera. Vincitore di una medaglia di oro ai Giochi panamericani di Lima 2019 nella categoria -86 chilogrammi.

## Palmarès
- Giochi panamericani

Lima 2019: oro negli -86 kg.
- Campionati panamericani

Panama 2013: bronzo negli -84 kg.
Santiago del Cile 2015: oro negli -86 kg.
Lauro de Freitas 2017: oro negli -86 kg.
Lima 2018: argento negli -86 kg.
- Giochi centramericani e caraibici

Barranquilla 2018: oro negli -86 kg.
- Campionati centramericani e caraibici

L'Avana 2018: oro negli -86 kg.